# Attrattività fisica
L'attrattività fisica è il grado in cui i tratti fisici di una persona sono considerati esteticamente piacevoli oppure belli e il termine spesso implica attrazione sessuale o desiderabilità, ma può essere distinto dai due, con gli uomini che trovano la giovinezza attraente per varie ragioni, non solo per quelle sessuali.
Molti fattori influenzano l'attrazione di una persona verso un'altra e l'aspetto fisico è uno di questi, tuttavia in molti casi gli esseri umani attribuiscono caratteristiche positive, come intelligenza e onestà alle persone fisicamente attraenti senza esserne consci. I maschi tendono generalmente a essere attratti da donne che siano più basse di loro, che abbiano un aspetto giovanile e che esibiscono caratteristiche come simmetria facciale, seno prosperoso, labbra carnose e un basso rapporto tra larghezza della vita e delle anche. Generalmente le donne sono invece attratte dagli uomini più alti di loro, che esibiscono un elevato grado di simmetria facciale e di dimorfismo facciale mascolino, che abbiano ampie spalle, una vita relativamente larga e un torso a forma di V.

## Fattori generali
Generalmente l'attrattività fisica può essere studiata da diverse prospettive – incluse le percezioni sensoriali comuni a tutte le culture e le preferenze soggettive – e la percezione dell'attrattività può avere un effetto significativo sul giudizio dato alle persone in termini di impiego e opportunità sociali, amicizia, comportamento sessuale e matrimonio. Alcune caratteristiche fisiche sono attrattive sia negli uomini sia nelle donne, in particolare quelle del corpo e facciali come la simmetria. Altri studi hanno riportato che «l'assoluta perfezione» nella simmetria può essere «disturbante». La simmetria può essere stata nell'evoluzione un beneficio, segno di mancanza di patologie, mentre l'asimmetria è segno di patologie pregresse. Tante sono le differenze in base al genere, ma uno studio ha suggerito che una persona è capace di percepire «bellezza a un livello subliminale» vedendo un'immagine per centesimi di secondo. Altri importanti fattori includono giovinezza, pelle chiara e liscia, nonché colori vividi degli occhi e dei capelli.

## Attrattività fisica maschile
Le donne tendono mediamente a essere maggiormente attratte da uomini con peso pari o leggermente maggiore alla media, vita stretta, torso a V, spalle quadrate, con altezza maggiore della loro, una simmetria facciale notevole e dimorfismo facciale mascolino. Riguardo all'attrazione LGBT maschile uno studio ha riportato che la maggiore attrattività è quella fisica.

### Volto
Per uno studio italiano pubblicato nel 2008, sono stati esaminati 324 volti di adolescenti di ambo i sessi, di età compresa tra i 10 e i 17 anni, bianchi e dell'Italia settentrionale. In questo studio, un gruppo selezionato da un'agenzia di casting (in quanto adatti per bellezza facciale per la televisione, il cinema, la pubblicità e la moda) venne comparato a un gruppo di riferimento costituito da adolescenti sani e normali per dimensioni e proporzioni dento-facciali, con l'emergere tra il primo e il secondo gruppo di differenze comuni per età e sesso, e altre differenti in base a età e sesso dei soggetti. In particolare, gli adolescenti più attraenti risultavano avere tendenzialmente, rispetto al gruppo di riferimento, le seguenti caratteristiche:
- la fronte più ampia in termini di volume relativamente al resto del volume facciale;
- il naso più piccolo rispetto al gruppo di controllo in termini di volume;
- larghezza maggiore della parte superiore del volto;
- altezza minore del volto;
- più contenute profondità della faccia e lunghezza del corpus mandibolare.

Allo stesso tempo, altre tendenze variavano per gruppi di età e sesso in cui erano stati divisi gli adolescenti:
- i maschi più giovani attraenti avevano un volume facciale più elevato, mentre il contrario avveniva per i maschi di età più elevata;
- il rapporto tra area della mandibola e area della mascella più elevato negli adolescenti attraenti (sempre rispetto al gruppo di controllo), ma solo in quelli di età più avanzata;
- il rapporto tra area della faccia e volume del viso era superiore (quindi faccia meno "arrotondata") tra adolescenti maschi attraenti più "vecchi", mentre la tendenza era contraria nei maschi più giovani.

Per quanto riguarda gli angoli misurati tra i punti salienti del volto, i maschi attraenti avevano angoli minori di convessità facciale di profilo. I maschi più attraenti di età superiore avevano facce meno piatte (rispetto al piano orizzontale), con mento più prominente, anche se la tendenza era opposta nei maschi di età inferiore.
In sostanza, le caratteristiche dei maschi più attraenti erano legate alla neotenia e alla giovinezza, ma i maschi più attraenti di età più avanzata presentavano anche tendenze verso il dimorfismo sessuale.

#### Dimorfismo sessuale
Studi hanno mostrato che donne mestruate eterosessuali e uomini omosessuali preferiscono visi con tratti mascolini associati all'esposizione al testosterone durante gli stadi dello sviluppo, come zigomi pronunciati, un viso oblungo, arcata sopraciliare marcata e mandibola prominente, mentre la mascolinità del viso maschile e di quello femminile è descritto come dimorfismo sessuale, con le femmine che rispondono nella fase follicolare del ciclo mestruale (n = 55) maggiormente nello scegliere un viso mascolino rispetto alla fase luteale (n = 84) o in chi è sotto terapia anticoncezionale. È considerato indicatore di sana e robusta costituzione la mascolinità del viso maschile, o anche più capace a raggiungere uno stato sociale più elevato. Altri studi hanno speculato su tale correlazione. Fattori socioculturali, come attrattività autopercepita, stato in una relazione e grado di conformità di genere sono stati riportati come giocare un ruolo importante nelle preferenze femminili sul viso maschile. Studi hanno dimostrato che donne con forte autostima fisica sono portate a scegliere uomini con dimorfismo facciale mascolino rispetto a donne che non hanno una forte autostima fisica. Negli uomini il viso mascolino è correlato alla simmetricità, segno di sana e robusta costituzione. Uno studio ha dimostrato l'importanza del viso mascolino nell'attrattività fisica, facendo percepire salute. In uno studio coinvolgente 4.794 donne in età giovanile e di etnie diverse sono state trovate differenze nell'attrattività fisica, mentre fra le eterosessuali prevalgono aspetti caratteriali e di linguaggio non verbale.

#### Simmetria
Visi e corpi simmetrici possono essere segno di buona, sana eredità genetica e buona capacità di procreare discendenze sane: studi hanno suggerito che le donne siano attratte da uomini con visi simmetrici, correlandolo alle doti intellettive e sono indicazione che il soggetto ha sperimentato «meno disturbi genetici e ambientali come malattie, intossicazioni, malnutrizione o mutazioni genetiche» in fase di crescita. Il raggiungimento della simmetricità nel corpo è un obiettivo difficile da raggiungere in fase di crescita, richiedendo una riproduzione di miliardi di cellule con struttura parallela tra loro poiché la simmetricità è segno di salute genetica. Studi hanno inoltre suggerito come le donne al picco della fertilità siano più soggette a fantasticare sull'uomo con notevole simmetricità del viso e altri studi hanno dimostrato come la simmetricità nel maschio sia l'unico fattore che possa predire significativamente l'esperienza orgasmica nella donna, che con compagni con elevata simmetricità riportavano più orgasmi in fase copulatoria rispetto a donne con compagni con bassa simmetricità, anche con altre variabili esaminate (questo è stato riscontrato in diverse culture). Il dimorfismo facciale negli uomini e la simmetricità facciale sono segni di potenziale qualità dell'accoppiamento genetico. Una bassa asimmetria fluttuante del viso e del corpo può indicare buona salute e intelligenza: studi hanno dimostrato che donne le quali percepiscono se stesse molto attraenti sono portate a considerare uomini con alta simmetricità del viso rispetto a donne con scarsa considerazione della loro attrattività. È stato riscontrato che uomini e donne con alta simmetricità del corpo hanno tendenzialmente rapporti sessuali in età precoce, con più compagni/e, con più rapporti occasionali e sono più soggetti all'infedeltà. Uno studio sui quarterback della National Football League ha trovato una correlazione tra la simmetria del viso e gli ingaggi.

#### Genetica
Le ricerche hanno esplorato anche la base genetica dietro alle questioni su come la simmetria del viso e l'odore del corpo possano influenzare l'attrattività fisica.

### Giovinezza
Per gli antichi romani un corpo liscio e giovane veniva considerato bello sia dai maschi sia dalle femmine. Per gli uomini greco-romani i tratti più desiderabili negli adolescenti erano la loro giovinezza e grazia: i ragazzi pubescenti sono stati comunemente considerati come un oggetto socialmente adeguato del desiderio maschile e questo fino a una certa età quando non divenivano efebi (ciò si è verificato in gran parte nel contesto della pederastia istituzionalizzata – interesse dei maschi adulti nei confronti degli adolescenti.

### Forma corporea
Un fisico composto da vita sottile, spalle larghe e petto muscoloso si trova spesso a essere molto attraente per le donne. Ulteriori ricerche hanno dimostrato che quando si cerca un compagno la femmina si dirige verso colui che dia maggiori indicazioni di stato sociale elevato, come forza e coraggio-dominanza, disponibilità di risorse e capacità di protezione. Un indicatore della salute nei maschi (fattore questo che contribuisce notevolmente all'attrattività fisica) è il modello di distribuzione del grasso, maggiormente distribuito sulla parte superiore del corpo e dell'addome e comunemente indicato come «forma a V». Quando è stato chiesto di votare gli altri uomini sia gli eterosessuali sia gli omosessuali hanno trovato la caratteristica forma a V essere più attraente.
Altri ricercatori hanno trovato un più grande rapporto vita-petto come determinante per l'attrattività fisica maschile con un indice di massa corporea e un rapporto vita-fianchi non significativo. Le donne si concentrano principalmente sul rapporto vita-petto o più specificamente vita-spalle, che è del tutto analogo al rapporto vita-fianchi che gli uomini preferiscono nelle donne, mentre l'immagine ideale del corpo dell'uomo agli occhi di una donna dovrebbe includere spalle ampie, torace e parte superiore della schiena più larghi e una zona di vita sottile. La ricerca ha inoltre dimostrato i giovani maschi che frequentano il college hanno un rapporto migliore, maggiormente sereno e soddisfatto col proprio corpo rispetto a quanto non sia per le loro coetanee, mentre quando il rapporto di vita della giovane donna sale rispetto all'anca la soddisfazione femminile nei riguardi della propria immagine corporea sembra diminuire. Alcuni studi dimostrano che il peso corporeo più avere un forte effetto quando si tratta di percepire l'attrattività del sesso opposto: si è constatato che il rapporto vita-fianchi svolge un ruolo minore nella preferenza rispetto al peso corporeo complessivo e ciò riguarda entrambi i sessi.
È stata confrontata la preferenza femminile per l'attrattività fisica maschile partendo da una prospettiva culturale e confrontando la Gran Bretagna con la Malesia: le femmine nelle zone rurali hanno posto l'accento molto più sul peso, ed in generale alle dimensioni corporee, rispetto a quelle residenti nei centri urbani, mentre sia i rapporti intercorrenti nelle dimensioni complessive del corpo, sia il peso sono indicativi della capacità maschile di generare prole sana, come rilevato dalla teoria evoluzionistica. Le femmine indicano i maschi così caratterizzati come attraenti e sani, mentre coloro che erano in sovrappeso o in sottopeso non sono stati percepiti come tali e ciò suggerisce che non esclusivamente i rapporti nelle misure corporee siano un fattore importante nell'indice di interesse femminile, ma una combinazione di questi con un peso corporeo tipico: gli uomini che hanno una vita superiore al rapporto dell'anca e uno stipendio superiore sono stati percepiti come più attraenti per le donne.

### Muscolatura
I corpi degli uomini ritratti nelle riviste commerciali per uomini risultano essere generalmente più muscolosi dei corpi maschili ritratti nelle riviste commerciali femminili e da questo alcuni sono giunti alla conclusione che gli uomini percepiscono come essere ideale un corpo maschile più muscoloso. Ciò è dovuto in gran parte al «prestigio di genere» (vedi mascolinità) garantito da una maggiore muscolosità nella concorrenza estetica tra maschi. Gli uomini percepiscono l'attrattiva della propria muscolatura dalla vicinanza del loro corpo a quello ideale dell'uomo mascolino, caratterizzato da grandi braccia muscolose, soprattutto i bicipiti, un'ampia cassa toracica che si assottiglia alla vita e spalle larghe. Nelle preferenze dichiarate da uomini gay e donne lesbiche entrambi paiono scegliere come proprio ideale di compagno sessuale un tipo corporeo definibile come «onico e atletico», in contrapposizione a tutte le altre opzioni.

#### Genitali
Studi condotti in Cina, Inghilterra, Stati Uniti, Italia, Nuova Zelanda, Svezia, Spagna e Francia hanno suggerito che le donne considerano più attraenti gli uomini la cui erezione dura più a lungo ed è più consistente.

### Altezza e postura eretta
L'attrazione sessuale femminile verso i maschi può essere determinata anche dall'altezza di un uomo. L'altezza negli uomini viene interiormente associata con lo stato o la ricchezza e ciò accade di regola in molte culture particolarmente in quelle in cui la malnutrizione è comune. Le donne sembrano percepire come vantaggioso un coinvolgimento romantico con uomini di alta statura: negli annunci che richiedono l'altezza richiesta del compagno l'80% ha chiesto fossero almeno 183 cm, mentre gli uomini più bassi generano spesso lamentele nelle donne. Altri studi hanno dimostrato che le donne eterosessuali spesso preferiscono semplicemente gli uomini che siano più alti di loro, piuttosto di quelli con altezza superiore alla media, ma anche qui la norma che vuole il maschio essere notevolmente più alto della femmina non è universale. Le donne più alte sono più propense ad avere un atteggiamento più rilassato nei confronti della cosiddetta «norma maschile» nei riguardi dell'altezza, più di quanto non facciano le donne più basse. Non vi è ancora nessuna prova che tali preferenze siano da considerare «preferenze evolutive», al contrario di quanto si dimostrino essere, cioè preferenze meramente culturali. Infine utilizzando un campione di donne di altezza media si è constatato che queste erano mediamente più attratte da uomini o della stessa o di poco più alti di loro, mentre erano meno attratte da quelli o molto più bassi o troppo più alti. Le donne paiono inoltre essere più ricettive alla postura eretta di quanto lo siano gli uomini, anche se entrambi la preferiscono in quanto considerata come un elemento di bellezza. Secondo uno studio condotto nel 2002 gli uomini omosessuali che si identificano esclusivamente in un ruolo sessuale attivo tendono a preferire compagni più bassi di loro, mentre coloro che prediligono il ruolo passivo tendono a preferire gli uomini più alti.

### Pelosità
Studi condotti negli Stati Uniti, in Nuova Zelanda e in Cina hanno dimostrato che le donne preferiscono uomini con torace e addominali prominenti, ma depilati – dimostrando un aumentato declino della preferenza data all'uomo peloso. La stessa ricerca nello Sri Lanka invece ha dimostrato che una moderata quantità di peluria sul petto fosse estremamente sensuale per il campione delle donne intervistate. Inoltre un certo grado di pelosità e un rapporto vita-spalla a V è spesso preferito quando combinato con un fisico muscoloso. Invece per le donne finlandesi coloro che avevano avuto padri molto pelosi erano anche più propense a preferire per sé compagni simili, suggerendo quindi che la preferenza per gli uomini pelosi sia un risultato genetico o di impronta genetica («imprinting»). Tra gli uomini omosessuali, coloro che assumono il ruolo attivo preferiscono compagni meno pelosi, mentre i maschi che scelgono quello passivo nel rapporto di coppia preferiscono un compagno irsuto.

### Colore della pelle
È stato dimostrato in esperimenti di laboratorio che il testosterone abbia la capacità di scurire la pelle. Anche se quasi tutte le culture esprimono una netta preferenza per la pelle chiara femminile, molte sono invece indifferenti alla pigmentazione maschile. Ciò nonostante l'estetica della tonalità della pelle varia da cultura a cultura e un'associazione tra classi inferiori e pelle più scura si è sviluppata: la pelle chiara divenne un ideale estetico in quanto simboleggiava la ricchezza e nel corso del tempo la società ha collegato vari significati a queste differenze di colore, socioeconomica, di intelligenza e di attrazione fisica.
Gli uomini omosessuali che si definiscono come più virili tenderebbero a preferire compagni con la pelle più chiara, a differenza di uomini che si definiscono meno virili e sceglierebbero con maggiore frequenza uomini con la pelle più scura della loro. La tonalità di pelle più rossiccia riflette livelli più elevati di sangue ossigenato, la pigmentazione alla melanina e l'assunzione di abitudini alimentari più ricche di frutta e verdura appare essere più sana e quindi anche più attraente.

## Attrattività fisica femminile
Le ricerche indicano che gli uomini eterosessuali tendono a essere attratti da donne esteticamente gradevoli, più giovani di loro e con una più accentuata simmetria corporea.

### Volto
La maggior parte degli uomini preferisce donne senza deformazioni facciali. Occhi marroni e a mandorla, capelli lunghi e bocca carnosa. Una piccola parte, però, preferisce donne con un neo, soprattutto sopra al labbro.

### Giovinezza
I dati culturali dimostrano che il successo riproduttivo delle donne è legato alla loro giovinezza abbinata all'attrattività fisica. Tra i Sami ancora pre-industriali le donne con un maggior successo riproduttivo erano di almeno quindici anni più giovani del loro uomo. Uno studio che copre trentasette culture ha mostrato che mediamente una donna è di 2,5 anni più giovane del proprio compagno maschile, con una differenza di età in Nigeria e Zambia che si allarga a 6,5 e 7,5 anni rispettivamente, mentre man mano che gli uomini invecchiano tendono a cercare una compagna sempre più giovane.
In uno studio condotto negli Stati Uniti tra studenti universitari di sesso maschile l'età media espressa come ideale per una moglie è risultata essere di poco inferiore ai diciassette anni, mentre a quasi diciotto era l'età media ideale per un breve incontro sessuale, con lo studio che ha stabilito anche un quadro in cui il tabù riguardante l'attività sessuale di maschi adulti con le adolescenti è progressivamente diminuito. Gli uomini sono stati trovati infine più sessualmente eccitabili davanti a immagini di ragazze e donne molto giovani. Una ricerca effettuata negli Stati Uniti dal professore universitario Donald Symons (osservando anche popolazioni del terzo mondo) ha dimostrato che gli uomini sono più attratti dalle donne che hanno appena iniziato il loro ciclo mestruale e che non hanno avuto figli, quindi di età compresa tra i quindici e i diciotto anni.

### Seni
È dimostrato che la maggior parte degli uomini gode della vista di donne con un seno prosperoso, indicando una preferenza per seni grandi e sodi. Tuttavia la stessa domanda rivolta a studenti britannici ha avuto invece come risultato una preferenza per il seno piccolo (ampiamente associato con la giovinezza). Gli uomini preferirebbero i seni simmetrici e le donne che hanno un seno più simmetrico tendono anche ad avere più figli.

### Altezza
La maggior parte degli uomini tende a essere più alta delle loro compagne di sesso femminile. Si è constatato che almeno nelle società occidentali la maggioranza degli uomini preferisce le donne più basse, anche se l'altezza è un fattore che risulta essere più importante per le donne nella scelta di un uomo di quanto lo sia per un uomo. Gli uomini tendono a vedere le donne più alte di loro come meno attraenti e una coppia in cui la donna sia più alta è considerata generalmente meno ideale. Le donne con una deviazione standard sotto l'altezza media femminile sono state segnalate per avere più successo riproduttivo, in quanto un minore numero di donne alte si sposano rispetto alle donne più basse. Tuttavia in altri gruppi etnici, come gli Hadza, la ricerca condotta ha trovato che l'altezza è irrilevante nella scelta del proprio compagno o compagna.

### Capelli
Gli uomini sembrano preferire le donne con i capelli lunghi.

### Tonalità e luminosità della pelle
Una preferenza nei riguardi di donne dalla pelle chiara è rimasta come prevalente nel corso dei secoli, anche in culture rimaste fino a pochissimo tempo fa senza alcun contatto con la civiltà occidentale, seppur anche qui con alcune eccezioni. L'antropologo Peter Frost ha spiegato che da quando gli uomini con rango più elevato sono stati autorizzati a sposare le donne percepite da loro come più attraenti, quest'ultime tendevano ad avere la pelle più chiara in quanto le classi sociali superiori tendevano a sviluppare una carnagione più chiara rispetto a quelle inferiori.